# نظام تشغيل الشبكات البينية
نظام تشغيل الشبكات البينية (بالإنجليزية، يرمز إليه ب IOS): اشتهرت به شركة سيسكو (Cisco) للشبكات. هو قالب برمجيات مثبت على معظم مسيرات ومبدلات سيسكو.
يشتمل هذا النظام على مجموعة من التقنيات تختلف حسب حجم وقوة المسير أو المبدل.